# Episodi di Voltron: Legendary Defender (seconda stagione)
La seconda stagione della serie d'animazione Voltron: Legendary Defender, composta da 13 episodi, è stata interamente pubblicata su Netflix il 20 gennaio 2017. In Italia è andata in onda a partire dal 3 ottobre 2017 su K2.
| N° (serie) | N° (stagione) | Titolo originale        | Titolo italiano                | Data in USA     | Data Italia     |
| ---------- | ------------- | ----------------------- | ------------------------------ | --------------- | --------------- |
| 14         | 01            | Across the Universe     | Persi nello spazio             | 20 gennaio 2017 | 3 ottobre 2017  |
| 15         | 02            | The Depths              | Nelle profondità del mare      | 20 gennaio 2017 | 4 ottobre 2017  |
| 16         | 03            | Shiro's Escape          | Il segreto della fuga di Shiro | 20 gennaio 2017 | 5 ottobre 2017  |
| 17         | 04            | Greening the Cube       | Il cubo verde                  | 20 gennaio 2017 | 9 ottobre 2017  |
| 18         | 05            | Eye of the Storm        | Nell'occhio del ciclone        | 20 gennaio 2017 | 10 ottobre 2017 |
| 19         | 06            | The Ark of Taujeer      | L'Arca di Taujeer              | 20 gennaio 2017 | 11 ottobre 2017 |
| 20         | 07            | Space Mall              | Galleria galassia              | 20 gennaio 2017 | 12 ottobre 2017 |
| 21         | 08            | The Blade of Marmora    | Le spade di Marmora            | 20 gennaio 2017 | 16 ottobre 2017 |
| 22         | 09            | The Belly of the Weblum | Alla caccia di Weblum          | 20 gennaio 2017 | 17 ottobre 2017 |
| 23         | 10            | Escape from Beta Traz   | Fuga da Beta Traz              | 20 gennaio 2017 | 19 ottobre 2017 |
| 24         | 11            | Stayin' Alive           | Ancora vivi                    | 20 gennaio 2017 | 19 ottobre 2017 |
| 25         | 12            | Best Laid Plans         | Un piano ben riuscito          | 20 gennaio 2017 | 26 ottobre 2017 |
| 26         | 13            | Blackout                | Blackout                       | 20 gennaio 2017 | 26 ottobre 2017 |